# Barrio de las Peñitas
Barrio de las Peñitas är en ort i kommunen El Oro i delstaten Mexiko i Mexiko. Samhället hade 262 invånare vid folkräkningen år 2020.